# Prehistorie van Australië
De prehistorie van Australië is de periode tussen de eerste menselijke bewoning van het Australische continent en de kolonisatie van Australië in 1788, die het begin markeerde van een consistente schriftelijke documentatie.
Omdat er geen technologieën om metaal te bewerken zijn ontwikkeld, valt de hele periode in het stenen tijdperk. In tegenstelling tot Nieuw-Guinea wordt in het algemeen aangenomen dat Australië geen neolithische periode heeft gehad, met een levensstijl van jagers en verzamelaars tot de komst van de Europeanen, hoewel er bewijs is van landbeheer door praktijken zoals culturele verbranding en in sommige gebieden landbouw, visserij en permanente nederzettingen.

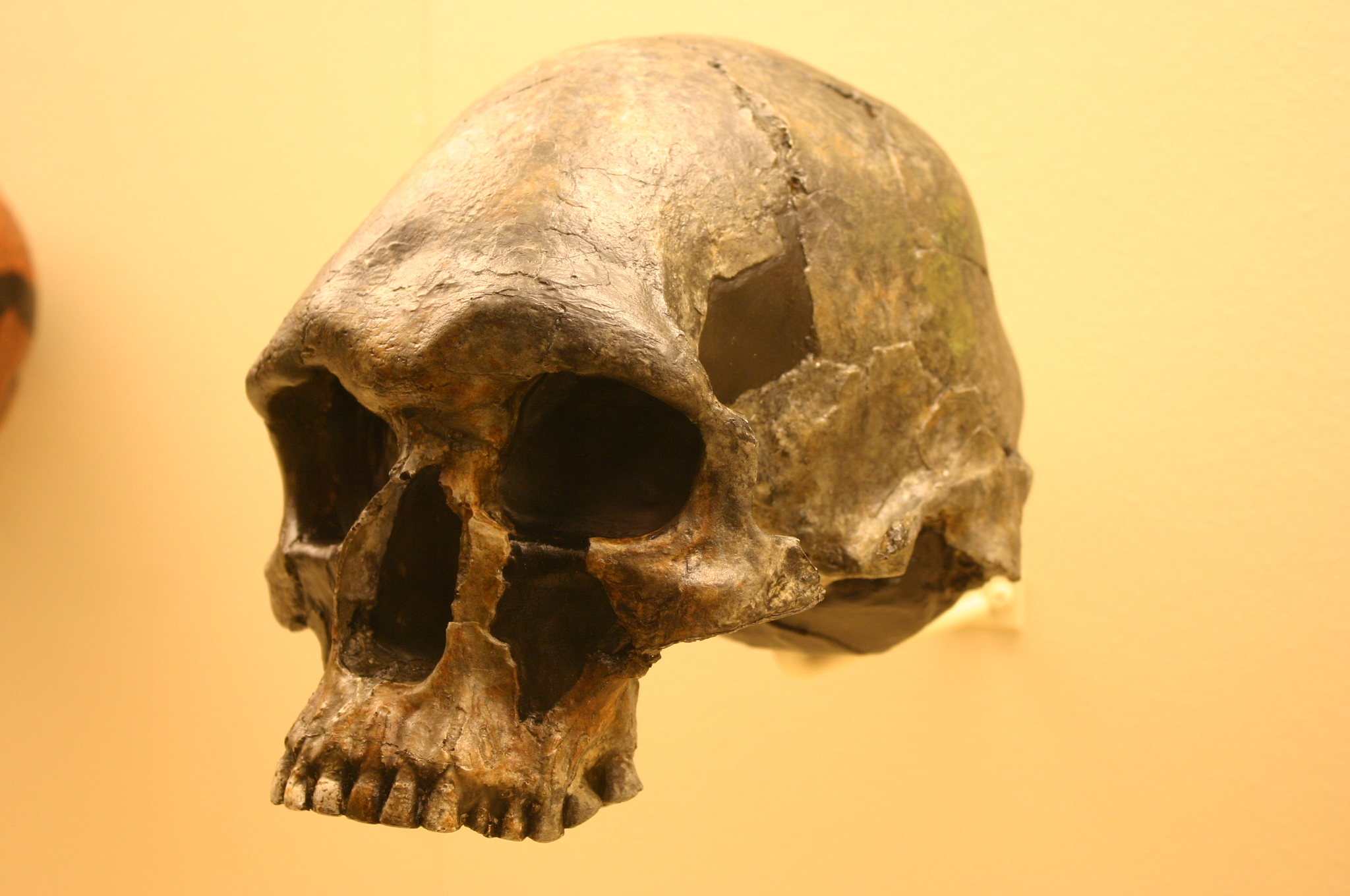
Schedel van Kow Swamp, 13-10.000 v.Chr.

## Eerste mensen
De exacte datering van de aankomst van de moderne mens in Australië is nog omstreden. Algemeen wordt echter geaccepteerd dat dit ten minste 65.000 jaar v.Chr. plaatsvond.

### Route
Migratie vond plaats tijdens de laatste fasen van het Pleistoceen, toen de zeespiegel veel lager was dan nu. Herhaalde periodes van langdurige ijstijden resulteerden in een daling van de zeespiegel met meer dan 100 meter in Australazië. Mensen lijken over zee te zijn aangekomen tijdens een bepaalde ijstijd, toen Nieuw-Guinea en Tasmanië een enkele landmassa vormden, de Sahoel, verbonden door een uitgebreide landbrug over de Arafurazee, de Golf van Carpentaria en de Straat Torres.
De continentale kustlijn strekte zich veel verder uit in de Timorzee. Desalniettemin vormde de zee nog steeds een groot obstakel. Er zijn twee routes voorgesteld. De ene volgde een eilandenketen tussen Sulawesi en Nieuw-Guinea, en de andere bereikt Noordwest-Australië via Timor. Beide routes vereisten echter nog steeds reizen over zee.

### Dateringen
Het laatste algemeen aanvaarde tijdsbestek voor de aankomst van mensen in Australië is vastgesteld op ten minste 48.000 v.Chr. Veel sites uit deze periode zijn opgegraven.
In Arnhemland is de rotsschuilplaats Malakunanja II gedateerd op ongeveer 65.000 v.Chr.
Radiokoolstofdatering suggereert een bewoning van minstens 30.000 v.Chr. in en rond Sydney. Bij een archeologische opgraving in Parramatta, West-Sydney, ontdekte men houtskool, stenen werktuigen en mogelijk resten van oude kampvuren. In de buurt van Penrith, een westelijke buitenwijk van Sydney, werden talrijke stenen werktuigen gevonden in de grindafzettingen van Cranebrook Terraces met dateringen van 45.000 tot 50.000 jaar v.Chr.
Archeologisch bewijs wijst op menselijke bewoning bij de Swan River in West-Australië, ongeveer 40.000 jaar geleden. Tasmanië, dat door een landbrug met het continent was verbonden, werd minstens 30.000 jaar geleden bewoond. Voor sommige sites wordt een leeftijd van 60.000 jaar gesteld, maar deze dateringen worden niet algemeen aanvaard.
Palynologisch bewijs uit Zuidoost-Australië suggereert een toename van bosbranden van ongeveer 120.000 jaar v.Chr.. Dit is geïnterpreteerd als teken van menselijke activiteit, maar de datering van het bewijsmateriaal is sterk aangevochten.
Charles Dortch identificeerde werktuigen van vuursteen en kalksteen, gevonden op Rottnesteiland in West-Australië, als daterend van minstens 50.000 jaar geleden.

## Latere migraties
Het is niet bekend hoeveel populaties zich vóór de Europese kolonisatie in Australië vestigden. Zowel hypothesen met één oorsprong als een drievoudige migratie zijn uitvoerig besproken.

### Mogelijke migratie vanuit India ca. 4000 v.Chr.
Een studie uit 2013 door het Max Planck Institute for Evolutionary Anthropology ontdekte dat de groepen in Nieuw-Guinea en de Mamanwa op de Filipijnen zich ongeveer 36.000 jaar geleden afsplitsten van de Australische Aborigines. Daarnaast was er bewijs van een genetische stroom tussen Indiase en Australische populaties circa 4.000 jaar geleden.
Een mogelijke migratie uit India ongeveer 4.000 v.Chr. zou samenvallen met verschillende veranderingen tussen 5.000 en 3.000 jaar geleden: de introductie van de dingo, de verspreiding van de Australian Small Tool-traditie (Bondaian), het verschijnen van nieuwe plantverwerkingstechnologieën zoals de complexe ontgifting van palmvarens, en de uitbreiding van de Pama-Nyungaanse talen over het grootste deel van Australië.
Hoewel eerder gekoppeld aan de pariahonden van India, blijkt uit recente tests van het mitochondriale DNA van dingo's een nauwere band met de honden van Oost-Azië en Noord-Amerika. Dat suggereert een introductie als resultaat van de Austronesische expansie van Zuid-China naar Timor in de afgelopen 5.000 jaar. Een vondst uit 2007 van kangoeroe-teken op de pariahonden van Thailand suggereert dat deze genetische uitbreiding mogelijk in twee richtingen verliep.

## Veranderingen in de natuurlijke omgeving
Archeologisch bewijs van asafzettingen in de Koraalzee geeft aan dat vuur al meer dan 100.000 jaar geleden een belangrijke factor was in het Australische landschap. In de afgelopen 70.000 jaar kwamen branden steeds vaker voor, hetgeen wordt verklaard door het gebruik van vuur door jager-verzamelaars als een hulpmiddel om wild te drijven, om nieuwe groei te produceren, om dieren aan te trekken en om ondoordringbaar bos te openen. Dicht bos werd meer open sclerofylbos, open bos werd grasland en vuurbestendige soorten werden meer overheersend: in het bijzonder eucalyptus, acacia, banksia, Casuarinaceae en grassen.
De veranderingen in de dierenwereld waren nog dramatischer. De megafauna, soorten die aanzienlijk groter waren dan de mens, verdween, en ook veel kleinere soorten verdwenen. Alles bij elkaar stierven ongeveer 60 verschillende gewervelde dieren uit, waaronder het geslacht Diprotodon (grote herbivoren die op nijlpaarden leken), verschillende grote loopvogels, vleesetende kangoeroes, Wonambi naracoortensis, een vijf meter lange slang, een vijf meter lange hagedis en Meiolania, een schildpad ter grootte van een kleine auto.
De directe oorzaak van deze massale uitstervingen is onzeker. Het kan brand, jacht, klimaatverandering of een combinatie van factoren zijn geweest. De mate van menselijke invloed staat nog ter discussie. Omdat er geen grote herbivoren waren om de ondergroei van de vegetatie laag te houden, werd de opbouw van brandbaar materiaal sneller en de branden heter, waardoor het landschap verder veranderde. Tegen deze theorie staat het feit dat zorgvuldige seizoensbranden door de Aborigines het brandbare materiaal verminderden en bosbranden, zoals die sinds de Europese kolonisatie zijn waargenomen, hebben voorkomen.
In de periode van 18.000 tot 15.000 v.Chr. nam de droogte toe, met lagere temperaturen en minder regen dan momenteel. De zeespiegel steeg tussen 16.000 en 14.000 jaar v.Chr. met ongeveer 15 meter. Aan het einde van het Pleistoceen, ongeveer 13.000 jaar geleden, verdwenen de Torres Strait-landbrug en de verbinding met Kangaroo Island. Vanaf die tijd waren de inheemse Tasmaniërs geografisch geïsoleerd. Tegen 9.000 v.Chr. waren kleine eilanden in de Straat Bass, evenals Kangaroo Island niet langer bewoond.

## Verhalen over zeespiegelstijging
Er zijn mondeling overgeleverde verhalen over zeespiegelstijging, over een tijd, toen bepaalde landstreken nog (grotendeels) droog waren: Port Phillip Bay was een gebied waar kangoeroes rondliepen en ook op opossum gejaagd kon worden; volgens de Ngarrindjeri kon Kangaroo Island ooit te voet bereikt worden; de noordoostkust was verbonden met het Groot Barrièrerif; de Spencergolf was volgens de Narrangga ooit een 'flood-plain lined with freshwater lagoons'. Deze verhalen zouden stammen uit een tijd toen het zeeniveau 30 tot 200 voet (10-70 meter) lager was, een periode van 7.800 tot 12.600 jaar geleden.

## Cultuur
De laatste 5.000 jaar werden gekenmerkt door een algemene verbetering van het klimaat en een toename van temperatuur en regenval. Een verfijnde tribale sociale structuur ontwikkelde zich. De belangrijkste ruilgoederen waren liederen en dansen, samen met vuursteen, edelstenen, schelpen, zaden, speren, etenswaren, enz.
De Pama-Nyungaanse taalfamilie, die zich uitstrekte van Kaap York tot het zuidwesten, omvatte heel Australië behalve het zuidoosten en Arnhemland. Er was ook een duidelijke continuïteit van religieuze ideeën en verhalen in het hele land, met enkele songlines die van de ene kant van het continent naar de andere reikten.
De initiatie van jonge jongens en meisjes in volwassen kennis werd gekenmerkt door ceremonies en feesten. Gedrag werd beheerst door strikte regels met betrekking tot verantwoordelijkheden van en naar ooms, tantes, broers en zussen en schoonfamilie. De verwantschapssystemen die door veel gemeenschappen werden waargenomen, omvatten een onderverdeling in groepen, waarbij huwelijksbeperkingen werden opgelegd naargelang de groep waartoe een individu behoorde.
De politieke en religieuze macht berustte bij gemeenschapsoudsten in plaats van bij erfelijke leiders. Geschillen werden gemeenschappelijk beslecht in overeenstemming met een uitgebreid systeem van tribale wetgeving. Vetes waren niet ongewoon, vooral wanneer wetten en taboes werden overtreden. Crematie van de doden werd al 25.000 jaar geleden uitgeoefend, mogelijk eerder dan ergens anders op aarde, en vroege kunstwerken in de Koonalda-grot, in de Nullarborvlakte, dateren van 20.000 jaar geleden.

## Contacten buiten Australië
Taalkundig en genetisch bewijs toont aan dat er langdurig contact is geweest tussen Australiërs in het hoge noorden met de bevolking van Nieuw-Guinea.
Volgens de meest recente archeologische vondsten bevolkten de voorouders van de Aborigines en de Papoea's dit continent vanuit Afrika omstreeks 58.000 jaar geleden.
Makassar-prauwen worden vermeld in verhalen van Aborigines van Broome tot de Golf van Carpentaria. Er waren enkele semi-permanente nederzettingen, en gevallen waarin kolonisten de Aboriginals zich als kolonisten in Indonesië vestigden.
De mensen langs de noordelijke kustlijn van Australië, in Kimberley, Arnhem Land, de Golf van Carpentaria en Cape York, hadden vele duizenden jaren ontmoetingen met verschillende bezoekers. Mensen en goederen bewogen zich vrijelijk tussen Australië en Nieuw-Guinea
tot en zelfs na de uiteindelijke overstroming van de landbrug door de stijgende zeespiegel, die ongeveer 6000 jaar geleden werd voltooid. Over de nieuw gevormde Straat Torres ging de handel en de omgang tussen de gescheiden landen door. Het 150 km brede kanaal bleef gemakkelijk bevaarbaar, met de keten van de Straat Torreseilanden en riffen die tussenliggende stopplaatsen boden. De eilanden werden meer dan 2.500 jaar geleden bewoond door verschillende zeevarende culturen zoals de Straat Torres-eilanders, en via deze route werden culturele interacties voortgezet met de Aborigines in het noordoosten van Australië.
Bajau-vissers van de Molukken vissen al honderden jaren voor de kust van Australië. Handelaren uit Sulawesi bezochten regelmatig de kust van Noord-Australië om te vissen op trepang, een eetbare zeekomkommer die minstens sinds het begin van de 18e eeuw naar China verhandeld werd.
Er was een hoge mate van culturele uitwisseling, wat blijkt uit Aborigine-schilderingen op rotsen en schors, de introductie van technologieën zoals boomstamkano's en items zoals tabak en tabakspijpen, Maleise woorden in Aboriginaltalen (bijv. Balanda voor blanke), afstammelingen van Maleisische mensen in Aboriginesgemeenschappen en vice versa.
De mythen van de Yolŋu van Arnhemland hebben verslagen bewaard van de trepangvangende, rijsttelende Baijini, die volgens de mythen in de vroegste tijden in Australië waren, nog vóór de Makassers. Deze Baijini worden door moderne onderzoekers op verschillende manieren geïdentificeerd: als een groep van vermoedelijk Zuidoost-Aziatische mensen, zoals de Bajau die mogelijk Arnhemland hebben bezocht vóór de Makassers, als een mythologische weerspiegeling van de reiservaringen van sommige Aborigines naar Sulawesi, of zelfs, minder geaccepteerd, als bezoekers uit China.

## Begin van de kolonisatie
Er wordt geschat dat er in 1788 ongeveer een half miljoen Aborigines waren, hoewel andere schattingen oplopen tot een miljoen of meer. Deze populaties vormden honderden verschillende culturele en taalgroepen.
Ondanks de aanwezigheid op sommige plaatsen van landbouw en permanente nederzettingen, wordt de term "neolithicum" gewoonlijk niet gebruikt met betrekking tot de Australische prehistorie.
Na het eerste contact met Europese kolonisten werden sommige inheemse bevolkingsgroepen gedecimeerd door ziekten en gewelddadige confrontaties. Toen James Cook in 1770 voor het eerst New South Wales claimde voor Groot-Brittannië, bestond de inheemse bevolking mogelijk uit 600 verschillende stammen die 200-250 verschillende talen en meer dan 600 verschillende dialecten en subdialecten spraken.